# Наземні планарії

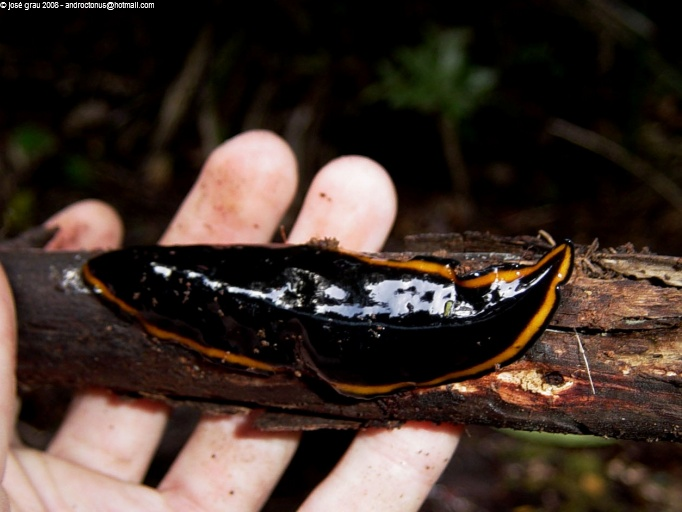
Polycladus gayi Blanchard, 1845 (Південне Чилі)

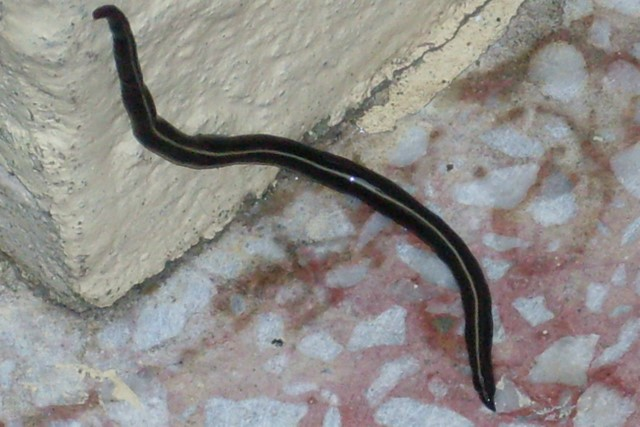
Caenoplana coerulea (Східна Австралія)

Назе́мні плана́рії (геопланарії, Terricola) — підряд трикладів класу Турбелярії. Підряд об'єднує в собі декілька родин планарій, які мешкають не у водоймах, а на суходолі.